# Stung Treng (provinshuvudstad)
Stung Treng (franska: Stung-treng) är en provinshuvudstad i Kambodja.   Den ligger i provinsen Stung Treng, i den centrala delen av landet, 250 km nordost om huvudstaden Phnom Penh. Stung Treng ligger 55 meter över havet och antalet invånare är 25 000.
Terrängen runt Stung Treng är platt. Runt Stung Treng är det ganska tätbefolkat, med 230 invånare per kvadratkilometer. Det finns inga andra samhällen i närheten. Omgivningarna runt Stung Treng är en mosaik av jordbruksmark och naturlig växtlighet.